# Abohomaan
Pour plus de détails, voir Fiche technique et Distribution.
Abohomaan (আবহমান) est un film indien réalisé par Rituparno Ghosh, sorti en 2009.

## Synopsis
Aniket est l'un des réalisateurs les plus en vue du Bengale. Il est tombé amoureux d'une actrice, Deepti, lors d'un casting, et ensemble ils ont eu un fils, Apratim. Un jour, une jeune actrice, Shikha, qui ressemble à Deepti, vient passer un casting.

## Fiche technique
- Titre : Abohomaan
- Titre original : আবহমান
- Réalisation : Rituparno Ghosh
- Scénario : Rituparno Ghosh et Madhuchhanda Karlekar
- Musique : 21 Grams
- Photographie : Avik Mukhopadhyay
- Montage : Arghakamal Mitra
- Production : Jay Dev Banerjee (superviseur)
- Société de production : Reliance Big Pictures
- Pays :  Inde
- Genre : Drame
- Durée : 122 minutes
- Dates de sortie : 
  -  Corée du Sud : 9 octobre 2009 (Festival international du film de Busan)

## Distribution
- Dipankar Dey
- Mamata Shankar
- Jisshu Sengupta
- Ananya Chatterjee : Shikha Sarkar
- Sumanta Mukherjee
- Laboni Sarkar
- Riya Sen

## Distinctions
Le film a reçu trois prix aux National Film Awards : Lotus d'or du meilleur réalisateur, Lotus d'argent de la meilleure actrice pour Ananya Chatterjee et Prix du meilleur film en bengali.